# توماس مانگانی
توماس مانگانی (انگلیسی: Thomas Mangani؛ زادهٔ ۲۹ آوریل ۱۹۸۷) یک بازیکن فوتبال اهل فرانسه است.
از باشگاه‌هایی که در آن بازی کرده‌است می‌توان به باشگاه فوتبال استاد برستوا ۲۹، باشگاه فوتبال نانسی، موناکو، آژاکسیو، باشگاه فوتبال نانسی، کیه‌وو ورونا، آنژه، و آنژه، اشاره کرد.